# 2011-es izraeli határtüntetések
A 2011-es izraeli határtüntetés 2011. május 15-én kezdődött, mikor a palesztinok az 1948-as erőszakos kitelepítésük, a Nakba emléknapját tartották. Több ember megpróbálta áttörni Izrael határait Palesztina, Libanon, Szíria, Egyiptom és Jordánia felől is. Legalább egy tucatnyi embert megöltek, mikor a tüntetők Szíriából próbálták meg áttörni a határt.
2011. június 5-én további tüntetések voltak a szíriai határnál, ahol a szíriai források szerint az izraeliek éles lövedékeinek hatására 23 tüntetőt megöltek, 350 pedig megsebesült. Az izraeliek szerint túlzóak ezek a számok. Az izraeli hadsereg szóvivője, Yoav Mordechai azzal vádolta Szíriát, hogy határain „provokációt” gerjeszt, hogy ezzel vonja el a figyelmet arról, hogyan veri le a felkeléseket.

## Május 15-i események
Az arab világban történt felkeléseket és lázadásokat alapul véve a palesztinok május 15-re, nakba napjára régió szerte tömegtüntetéseket szerveztek a Facebookon keresztül. 2011. március 9-én egy olyan oldalt indítottak, mely egy május 15-én induló „Harmadik palesztin intifádára” szólított fel. Az oldalt több mint 350.000-en kedvelték, mielőtt az izraeli kormány valamint egy ezt az oldalt erőszakosnak beállíttó csoport hatására a Facebook menedzserei törölték. Az oldal azt akarta elérni, hogy tömegek vonuljanak fel Izrael palesztinai, egyiptomi, szíriai, libanoni és jordániai határain, hogy ezzel emlékezzenek meg a nakba napjára, és követeljék, hogy minden palesztin menekült visszatérhessen.

### Egyiptom
Egyiptomban a szervezők több hétig dolgoztak azon, hogy megvalósítsák a Facebookon megfogalmazott felhívásokat, és megszervezzék a meneteket a határra. Május 14-én, szombaton több ezren tervezték, hogy elmennek a gázai övezetbe a Rafah határátkelőhöz, és konvojokat indítanak Kairóból, Alexandriából, Szuezből, Damniettából, a Sínai-félsziget északi részéről, Gharbijjából, Bani Szuvajfból, Aszkútból, Kenából és Szohágból. A Fegyveres Erők Legfelsőbb Bizottsága megtiltotta a turizmussal foglalkozó cégeknek, hogy buszokat biztosítsanak a konvoj szervezőinek, azt a pár buszt pedig, melyeket sikeresen beszereztek, a hadsereg megállította. Mivel a hadsereg blokkolta a Sínai-félszigethez való hozzáférést, mindössze nagyjából 80 aktivista ért el a határig.

### Jordánia
Jordániában 200 palesztin tanuló próbált meg eljutni az izraeli határig, de a jordániai biztonsági erők feltartóztatták őket, és végül hat ember megsebesült. Ők egy nagyobb, 500 fős csoport része voltak, akiket az Allenby-hídnál állítottak meg. A jordániai hatóságok szerint összesen 25 ember sérült meg, köztük 11 rendőr. A Muzulmán Testvériség jordániai politikai szervezete, az Iszlám Akció front elítélte a rendőrök szerintük „sokkoló” akcióját. Ezt írták: „Elítéljük a támadást, mely a kormány és a rendőrség azon cselekedetei közé tartozik, mellyel rá akarják kényszeríteni az akaratukat a népre. Követeljük, hogy az ilyen hozzáállást szüntessék be, mely rossz fényt vet Jordánia megítélésére.”

### Libanon
Aktivisták egy hegy tetejére Maroun al-Ras faluban rendeztek egy eseményt, ahonnét rá lehet látni az Izraellel közös határra. Közel 30.000 ember részt vett rajta Libanon minden részéről, köztük több palesztin is a különböző menekülttáborokból. Miután többen felmentek a hegyre a tüntetés helyszínére, többen úgy döntöttek, átmennek a túloldalra, és folytatták az utat a határ felé. A libanoni hadsereg katonái a levegőbe lőttek, így akarták őket megállítani, de sikertelenül. Az izraeliek által a 2006-os libanoni háború alatt lerakott aknamezőn átkelve elérték a határkerítést, majd köveket dobáltak át rajta, miközben a visszatéréshez való jogukat hangoztatták. A libanoni hadsereg közbeavatkozott, és M16-os gépkarabélyokat és könnygázt vetett be, aminek a hatására a tüntetők visszahúzódtak a hegy tetejére.
11 résztvevőt megöltek, 100 ember a lövések miatt megsebesült. Ellentmondásos hírek vannak arról, ki lőtt rájuk. A médiajelentések szerint az IDF tüzelt. Az IDF szerint a megöltek többségére valószínűleg a Libanoni Fegyveres Erők nyitottak tüzet, és van egy videófelvételük, ami ezt megalapozza. Ezt azonban nem hozzák nyilvánosságra, mert visszatetszést kelthet a Libanoni Hadseregben.

### Gázai övezet
500—600 palesztin indult meg május 15-én az Izrael és a Gázai övezet határán fekvő erezi átkelő felé. Palesztinai egészségügyi források szerint az IDF több órán keresztül válogatás nélkül lőtt tankokkal, géppuskákkal, gázkartáccsal és hangbombákkal. Ezalatt egy tüntetőt megöltek, több mint 80-at pedig megsebesítettek.

### Palesztin Hatóság
Ciszjordániában a fiatal mozgalmak arról tartottak előadásokat, hogyan álljanak ellen békésen a május 15-i felvonuláskor, mikor a Rámalláhot Jeruzsálemtől elválasztó Kalandia ellenőrző ponthoz érnek. Közülük többeket a tüntetés hónapját megelőzően a rendőrség letartóztatta. Május 15-én több mint 1000 tüntető menetelt át a kalandiai menekülttáboron, míg 100 méterre meg nem közelítették a két várost elválasztó ellenőrzőpontot, ahol az izraeli rendőrség könnygáz bevetésével többségüket elkergette. Az izraeli rendőrökkel mintegy 100 palesztin tüntető csapott össze a következő hét órában, akik köveket dobáltak, miközben az izraeliek könnygázt és gumilövedékeket vetettek be. Több mint 80 tüntető sérült meg, köztük három rohammentős, a sérültek közül 20-at kórházba szállítottak. Az egyik orvos azt mondta, legutóbb a második intifáda alatt látott ennyi sérültet egy nap.

### Szíria
Szíriában a történteket telefonon és interneten keresztül palesztin menekültek terjesztették, akik közül a legtöbben politikai pártoktól független egyetemi hallgatók voltak, és a Facebookon meghirdetett Harmadik Intifádához akartak csatlakozni. A tüntetők az izraeli-szíriai lila vonal mellett vonultak fel, ahol palesztin zászlókat lengettek, majd megindultak a kerítés felé, melyet át is törtek, és behatoltak az izraeliek kezén lévő Golán-fennsíkra. A kerítés felé meginduló tüntetők első csoportját a szíriai rendőrök állították meg, akiket később lenyomtak a második ütemben érkező tüntetők. Szintén többen voltak az izraeli őrségnél, ahonnét azonban tüzet nyitottak a tüntetőkre. Négy tüntetőt megöltek, több tucatnyian megsebesültek.
Az izraeli hadsereg azt közölte, hogy ők csak figyelmeztető lövést adtak le, mikor mintegy 1000 tüntető megközelítette a kerítést, majd elkezdtek afelé futni. Köztük volt mintegy 300 gyermek is. Több mint százan megpróbáltak átjutni a kerítésen, és bejutotak az arab drúzok lakta Majdal Shams területére. Itt az izraeli biztonsági erők mintegy tucatnyi tagja megsebesült. Két tüntetőt őrizetbe vettek és letartóztattak, majd visszaküldték őket Szíriába.

## Június 5-i események

### Gázai övezet
A Gázai övezet északi részén több tucatnyi tüntető próbált meg eljutni az Izraellel közös ezeri határátkelőhöz. A Hamász rendőrsége több ellenőrző pontot felállított, hogy a tünetőket az izraeli határ előtt megállítsák, ahol összecsapások alakultak ki. Nagyjából egy tucatnyi embert letartóztattak, akik elhagyták a Beit Hanunban rendezett felvonulás eredeti útvonalát.

### Palesztin Hatóság
Ciszjordániában a Kalandia ellenőrző pontnál  egy kezdetben 10 főből indult demonstráción a végén 300 ember vett részt, akik élő láncot alkottak az izraeli katonák előtt, akik könnygázt, hangbombát és gumilövedékeket is bevetettek. Miután leültek a földre, és megmondták, hogy nem mennek el, a rendőrök erőszakkal távolították el őket, a tömegbe visszatuszkolt fiatalok pedig ezután elkezdtek köveket hajigálni. Pár óra alatt 120 ember megsérült, többségük a könnygáz miatt, de voltak olyanok, akik a gumilövedékek vagy egy újonnan bevetett, a tömeg feloszlatására használt bűzbombától lettek rosszul. A nyugat-ciszjordániai Deir al-Hatab tucatnyi tüntetője is el akart jutni a közeli Elon Moreh településére.

### Libanon
Palesztinai szervezők Libanonban is rendezni akartak egy felvonulást június 5-re az izraeli-libanoni határra, de mivel a Libanoni Hadsereg egyik határozatával megtiltott minden megmozdulást a határ mentén, „a visszatérés menetét intéző palesztin tervező bizottság” június 3-án visszavonta a tüntetést. Ehelyett a palesztin menekültek léptek sztrájkba. Az ettől a bizottságtól független szervezetek még foglalkoztak a határt elérő menet megszervezésével, a libanoni hadsereg pedig 20 fiatalt Kfar Kila határvárosában állított meg.

### Szíria

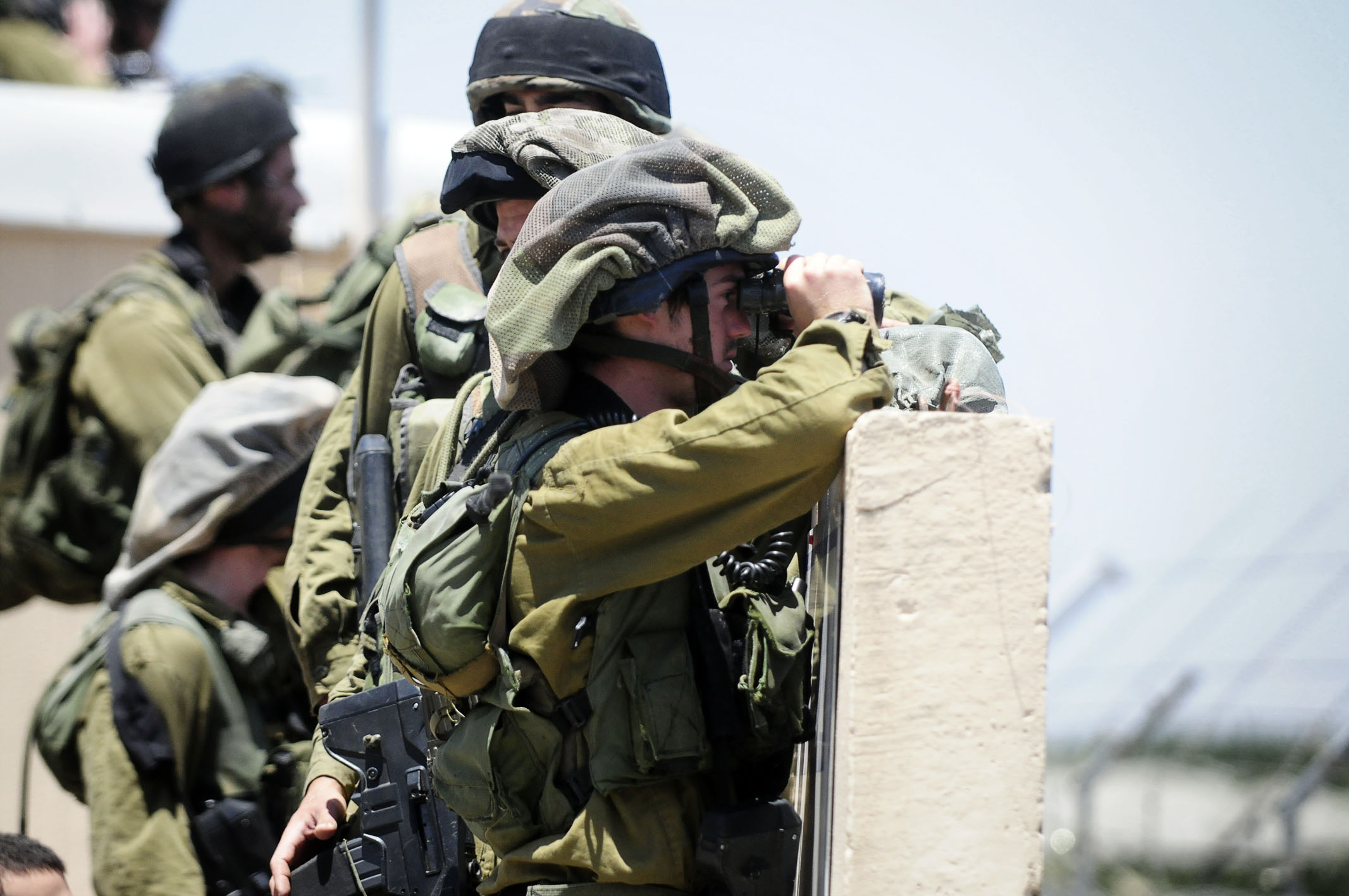
Az IDF fényképe:"IDF-katonák az izraeli-szíriai határ mentén a nakba-napi felkelésnél

2011. június 5-én a palesztin és szíriai tüntetők megközelítették a Golán-fennsíkon Quneitra és  Majdal Shams között az ellenőrzési területet. Szíriai tisztviselők szerint izraeli orvlövészek 23 embert megöltek és 350 embert megsebesítettek, miközben miközben ők több órán keresztül megpróbáltak áttörni a szögesdróttal megerősített határon. A halottak között volt egy fegyvertelen 12 éves fiú is. Izraeli tisztviselő szerint ők 10 halottat számoltak össze, akik közül egyikükkel sem izraeliek lövése végzett. A The New York Times szerint akármelyik forgatókönyv is az igaz, a Golánon az 1973-as jom kippuri háború óta ez volt a legvéresebb összetűzés.
Damaszkusz külvárosaiból palesztinokat utaztattak a területre és sorakoztattak fel a határ mellett, eközben nem alakult ki összecsapás a szíriai hadsereggel. Az IDF szerint ez Bassár el-Aszad elnök provokációja volt,  hogy ezzel vonja el a világ figyelmét a „’tüntetők folyamatos öldökléséről”, amivel a szíriai felkelésre utalt.
Az izraeli katonák arabul figyelmeztetéseket kiabáltak hangszórókon keresztül, amiben arra kérték a palesztinokat, tartózkodjanak a határ átlépésétől. Hozzátették, hogy aki mégis megpróbálja, az az életét kockáztatja. Az izraeli katonáknak kiadták, hogy előzzék meg, hogy a tüntetők átlépjék az ellenőrzési vonalat. Bár egyetlen tüntető sem próbálta meg átlépni a határt, a tüntetők sikeresnek ítélték meg a napot, mivel attól tartottak, hogy az Izraeli Hadsereg lőni fog a fegyvertelen tüntetőkre. Erre válaszul az USA Külügyminisztériuma a halálos áldozatok miatt „nyugtalanságának” adott hangot. Ugyanakkor megjegyezte, hogy Izraelnek joga van saját határának a megvédésre. Ennek hatására több ezren kezdtek ülősztrájkba a Golán közelében, aminek hatására a szíriai hatóságok humanitárius okokból egy biztonsági ütközőzónát alakítottak ki.
A határ szíriai oldalán a sürgősségi mentősök tűzszünetet akartak kérni az IDF-től, hogy elszállítsák onnét a sérülteket. A hadsereg beleegyezett a kérésbe, de arra lettek figyelmesek, hogy aktivisták ezt az időt kihasználva át akarták vágni a határkerítést, így a tűzszünetet beszüntették.
Az egyik halott egy 1977-ben Jeruzsálemben született palesztin volt, Ezzat Maswadi, aki al-Eizariya területén nőtt fel. Édesapja, aki al-Eizariya lakosa, nem kapott engedélyt, hogy részt vehessen fia damaszkuszi temetésén.
A Syrian Reform Party amerikai lobbista csoport egy olyan nyilatkozatot adott ki, mely szerint a szíriai rezsim szíriai tüntetőket bérelt fel, hogy foglalják el a határt, ezzel elvonva a figyelmet arról, ahogy ők a tüntetőkkel bánnak a szíriai tüntetések résztvevőivel. Hozzátették, hogy az itteni tüntetőknek fejenként 1000 USD-t ajánlottak, de ha valaki meghal, az örökösök 10.000 USD-t kapnak.
A Szíriai Állami Televízió hatórás élő közvetítéssel jelentkezett be, ami miatt azzal vádolták, hogy nem tudósított a tüntetések leveréseiről.
Június 6-án a jarmuki menekülttáborban tartott temetés során is összecsapások alakultak ki. Mivel állítólag a Palesztina Felszabadításáért Népfront nem vett részt a tüntetéseken, ezért a helyi irodájukat felgyújtották. A PFLP-GC tagjai tüzet nyitottak a tömegre, minek következtében 14 palesztin meghalt, 43 pedig megsérült.